# M33 X-7

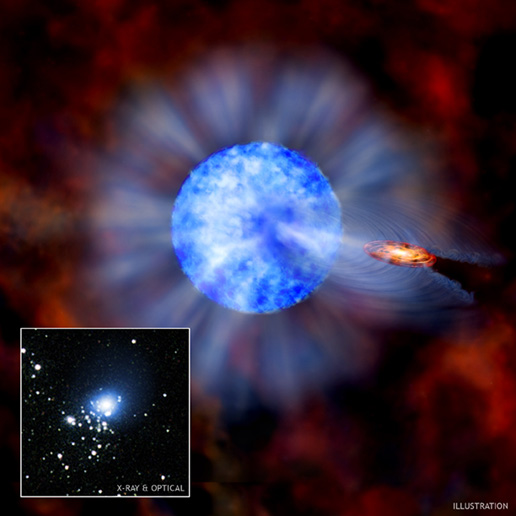
Vue schématique de la source M33 X-7.

M33 X-7 est une source de rayons X située dans la galaxie du Triangle. Elle est désormais assimilée à une binaire X à forte masse, c'est-à-dire un système binaire dont une des composantes est une étoile ordinaire massive et l'autre un objet compact, ici une étoile de type spectral O et un trou noir stellaire. La masse estimée de ce trou noir en fait un des objets de cette classe les plus massifs connus à ce jour. Il a même brièvement eu le statut de plus gros trou noir stellaire connu, avant d'être détrôné par IC10 X-1. 

## Découverte
M33 X-7 fait partie des premières sources extragalactiques de rayons X connues, comme l'atteste son nom (voir Désignation des sources de rayons X). Elle a été découverte en 1981 à l'aide du satellite artificiel Einstein.
La nature de cet astre a été mise en évidence en 2006 à l'aide des télescopes spatiaux Chandra et Hubble opérant dans le domaine des rayons X et en lumière visible. Une période orbitale de 3,45 jours a notamment été mise en évidence, ainsi qu'un phénomène d'éclipse de la lumière émise en X, signe que le disque d'accrétion entourant le trou noir passe, lors de l'orbite, derrière l'étoile. Cela en fait une binaire à éclipses. L'étoile elle-même, située au sein d'une association OB a une magnitude apparente de 18,9. Son type spectral est O6III.